# Zerschlagung der Tschechoslowakei

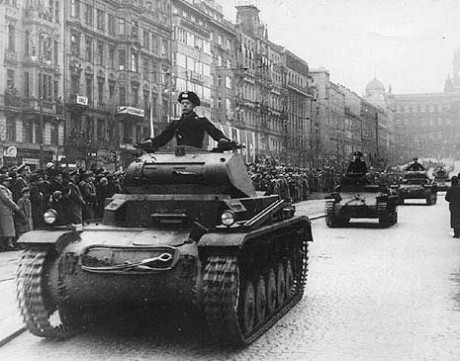
15. März 1939: Panzer der Wehrmacht fahren in Prag auf dem Wenzelsplatz ein.

Die Zerschlagung der Tschechoslowakei war ein Prozess, mit dem das nationalsozialistische Deutschland die Tschechoslowakei seit 1938 destabilisierte und bewirkte, dass sie verkleinert, geteilt und schließlich dem deutschen Machtbereich einverleibt wurde.
In der Sudetenkrise verlangte Adolf Hitler, die von den Sudetendeutschen besiedelten Grenzgebiete der Tschechoslowakei dem Deutschen Reich anzugliedern („Heim ins Reich“). Um den Frieden in Europa nicht zu gefährden, gestanden Frankreich, Großbritannien und Italien dies schließlich am 29. September 1938 im Münchner Abkommen zu. Im November 1938 wurden im Ersten Wiener Schiedsspruch die südlichen und östlichen Teile der Slowakei, die mehrheitlich von Magyaren bewohnt waren, Ungarn zugesprochen. Hitlers Behauptung, das Sudetenland wäre die letzte territoriale Forderung Deutschlands, war eine Lüge: Bereits am 21. Oktober 1938 hatte er die Wehrmacht angewiesen, sich auf die „Erledigung der Rest-Tschechei“, wie die NS-Terminologie es nannte, vorzubereiten.
Nach einem deutschen Ultimatum erklärte sich die Slowakei am 14. März 1939 für unabhängig (Slowakischer Staat). Am nächsten Tag erreichte Hitler durch die Androhung einer Bombardierung Prags, dass der bisherige tschechoslowakische Staatspräsident Emil Hácha sein Land „dem Schutz des Deutschen Reiches“ unterstellte.
Der Einmarsch der deutschen Wehrmacht in Prag bedeutete das Ende der britischen Appeasement-Politik. Großbritannien und Frankreich gaben eine Garantieerklärung für die Unabhängigkeit Polens ab, die nach dem deutschen Überfall auf Polen zum Beginn des Zweiten Weltkriegs führte. In den tschechisch besiedelten Landesteilen der Tschechoslowakei errichteten die Deutschen das Protektorat Böhmen und Mähren, das bis 1945 Teil des Großdeutschen Reiches war.

Aufteilung der Tschechoslowakei:
- Sudetendeutsche Gebiete werden dem Deutschen Reich im September/Oktober 1938 angegliedert (1).
- Polen besetzt Anfang Oktober 1938 den auf der Konferenz von Spa 1920 der ČSR zugesprochenen Westteil des Teschener Schlesiens, das Olsagebiet (2).
- Ungarn besetzt nach einem Wiener Schiedsspruch ab November 1938 Grenzgebiete teils ungarischer Ethnie (3), ebenso
- ab März 1939 die ruthenischsprachige Karpatoukraine (4).
- Im März 1939 wird die „Rest-Tschechei“ von Deutschland faktisch annektiert und zum Protektorat Böhmen und Mähren erklärt (5).
- Mit dem formellen Abschluss des deutsch-slowakischen Schutzvertrages am 23. März 1939 verzichtet die kurz zuvor unabhängig gewordene Slowakei auf die selbständige Ausübung von Souveränitätsrechten zugunsten des Reiches: sie wird zum Satellitenstaat (6).

- Sudetendeutsche Gebiete werden dem Deutschen Reich im September/Oktober 1938 angegliedert (1).
- Polen besetzt Anfang Oktober 1938 den auf der Konferenz von Spa 1920 der ČSR zugesprochenen Westteil des Teschener Schlesiens, das Olsagebiet (2).
- Ungarn besetzt nach einem Wiener Schiedsspruch ab November 1938 Grenzgebiete teils ungarischer Ethnie (3), ebenso
- ab März 1939 die ruthenischsprachige Karpatoukraine (4).
- Im März 1939 wird die „Rest-Tschechei“ von Deutschland faktisch annektiert und zum Protektorat Böhmen und Mähren erklärt (5).
- Mit dem formellen Abschluss des deutsch-slowakischen Schutzvertrages am 23. März 1939[2] verzichtet die kurz zuvor unabhängig gewordene Slowakei auf die selbständige Ausübung von Souveränitätsrechten zugunsten des Reiches: sie wird zum Satellitenstaat (6).

## Vorgeschichte
Spätestens seit 1937 plante Hitler ein Vorgehen gegen die Tschechoslowakei. Diese Demokratie war als Mitglied der Kleinen Entente und durch den französisch-tschechoslowakischen Vertrag vom 24. Januar 1924 Teil des französischen Sicherheitssystems. Wie die so genannte Hoßbach-Niederschrift dokumentiert, legte Hitler am 5. November 1937 den wichtigsten Vertretern der Wehrmacht dar, dass er spätestens 1943 einen Krieg plante, um Deutschlands angebliche Raumnot zu beheben. Sollten Großbritannien und Frankreich vorher in eine Krise geraten, die sie daran hindern würde, gegen Deutschland vorzugehen, könne man auch schon 1938 losschlagen: Für diesen Fall dachte Hitler „zur Verbesserung unserer militär-politischen Lage“ an eine Eroberung Österreichs und der Tschechoslowakei.
Die Münchener Konferenz (29./30. September 1938), einberufen infolge der vom Deutschen Reich provozierten Sudetenkrise, brachte der Tschechoslowakei in ihren Ergebnissen und Folgen beträchtliche Gebietsverluste. Diese überwiegend von Deutschen bewohnten Gebiete umfassten unter anderem auch die starken tschechoslowakischen Grenzverteidigungsstellungen gegen Deutschland, welche für die Wehrmacht damals nach eigener Einschätzung militärisch nicht zu überwinden gewesen wären. Dennoch zeigte sich Hitler mit dem Erreichten unzufrieden. Schon zehn Tage später legte er Wilhelm Keitel einen geheimen Fragenkatalog über die militärischen Möglichkeiten zur Besetzung des „restlichen“ tschechischen Territoriums vor, obwohl er zuvor in mehreren Reden ein Streben nach tschechischen Gebieten verneint und in München eine Garantie der Grenzen des tschechoslowakischen Reststaats in Aussicht gestellt hatte.
Am 21. Oktober 1938 wies er die Wehrmacht an, sich darauf vorzubereiten, „die Rest-Tschechei jederzeit zerschlagen zu können, wenn sie etwa eine deutsch-feindliche Politik betreiben würde“.
Ohne an der einberufenen Münchner Konferenz beteiligt gewesen zu sein, besetzte die Republik Polen Anfang Oktober das Teschener Olsagebiet und erhielt später weitere Gebietsteile zugesprochen. Auch Ungarn trachtete danach, Gebiete zurückzuerlangen, was im Ersten Wiener Schiedsspruch vom 2. November 1938 teilweise umgesetzt wurde.
Die Vorbereitungen auf den Einmarsch der Wehrmacht blieben auf französischer Seite nicht unbemerkt. Am 12. März 1939 meldete Frankreichs Generalkonsul in Leipzig, am 15. oder 16. März werde Deutschland eine „blitzartige Militäraktion gegen die Tschechoslowakei“ starten. In Großbritannien dagegen blieb Premierminister Neville Chamberlain, für die Franzosen unverständlich, bis zuletzt optimistisch. Eine konzertierte Aktion der Westmächte, Hitler vor den Folgen zu warnen, unterblieb daher.

## Unabhängigkeitserklärung der Slowakei
Ab Februar 1939 wurden auf deutscher Seite sieben Armeekorps zusammengezogen, die auf den Einmarsch warteten. Hitlers Hoffnung, von den Slowaken um Hilfe gerufen zu werden, erfüllte sich jedoch nicht. Nach der Besetzung der autonomen Slowakei am 9. März 1939 durch tschechische Truppen drängte Hitler den am 13. März nach Berlin bestellten abgesetzten bisherigen slowakischen Ministerpräsidenten Jozef Tiso, eine vorgefertigte slowakische Unabhängigkeitserklärung zu unterzeichnen, andernfalls würde das slowakische Territorium zwischen Polen und Ungarn aufgeteilt werden. Laut Reichsaußenminister Joachim von Ribbentrop würden sich bereits ungarische Truppen der slowakischen Grenze nähern. Tiso weigerte sich aber, diese Entscheidung allein zu treffen. Es wurde ihm daher erlaubt, sich mit den Mitgliedern des slowakischen Parlamentes zu beraten.
Das am nächsten Tag zusammengetretene Parlament beschloss einmütig, die Slowakei für unabhängig zu erklären. In Preßburg wurde das Unabhängigkeitsmanifest des Slowakischen Staates verlesen, womit er sich von der Tschecho-Slowakei abspaltete.
Der neue Staat wurde bis zur Entfesselung des Zweiten Weltkrieges von mehreren europäischen Staaten, insbesondere von Frankreich, Großbritannien, der Sowjetunion, Ungarn, Spanien, Polen sowie der Schweiz und dem Vatikan anerkannt.
Inzwischen inszenierte die NS-Propaganda in der gleichgeschalteten Presse eine Kampagne, in der behauptet wurde, es gäbe ein „tschechisches Terrorregime“ gegen Deutsche und Slowaken. Hitler legte den Einmarsch deutscher Truppen für den 15. März auf 6 Uhr früh fest. Hermann Göring wurde am 13. März per Brief Hitlers von seinem Urlaubsort San Remo nach Berlin zurückbeordert, wo er am Nachmittag des 14. März eintraf.

## Hácha in Berlin

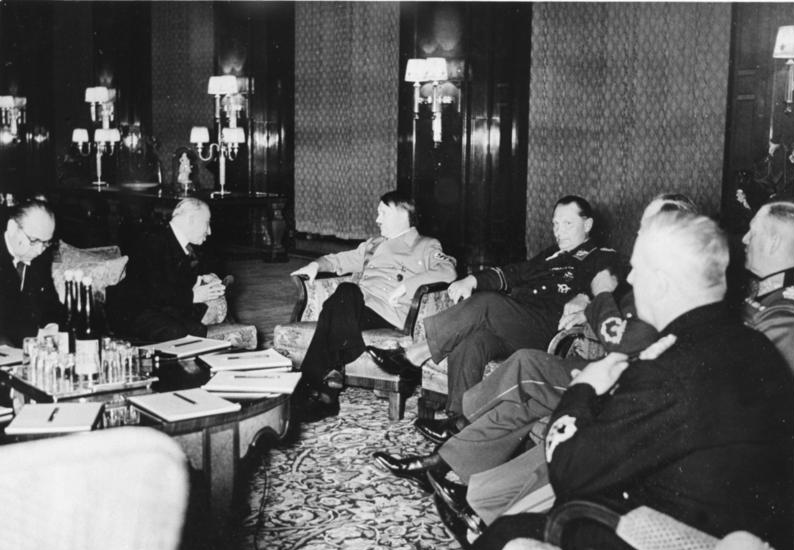
Der tschechische Präsident Emil Hácha (zweiter von links) am 14./15. März 1939 in der Reichskanzlei im Gespräch mit Hitler und Göring

Ebenfalls am 14. März 1939 traf am Abend der bisherige tschechoslowakische Staatspräsident Emil Hácha zusammen mit Außenminister František Chvalkovský in der Neuen Reichskanzlei in Berlin ein. Hácha hatte um dieses Gespräch nachgesucht. Die Gäste wurden mit allen protokollarischen Ehren empfangen, aber erst nach einer langen Wartezeit zwischen ein und zwei Uhr nachts vorgelassen. Hácha dankte Hitler, neben dem Göring und Keitel saßen, für den Empfang. Er distanzierte sich von seinen Vorgängern Tomáš Garrigue Masaryk und Edvard Beneš, bat aber gleichwohl darum, seinem Volk das Recht auf eine eigenständige Existenz einzuräumen.
Hitler antwortete mit einer langen Rede, in der er unter anderem eine vielfach bezeugte Feindseligkeit der Tschechen und den fortexistierenden Beneš-Geist kritisierte, gegen den die gegenwärtige Regierung im eigenen Lande ohnmächtig sei. Er erklärte, seine Geduld sei nun erschöpft, und um sechs Uhr werde die deutsche Armee „in die Tschechei“ einrücken. Wenn sich das Einrücken der deutschen Truppen zu einem Kampf entwickle, werde dieser Widerstand gebrochen werden. Sollte sich der Einmarsch der deutschen Truppen in erträglicher Form abspielen, könnten ein großzügiges Eigenleben, Autonomie und eine gewisse Freiheit gewährt werden.
Als Hácha fragte, wie er innerhalb von vier Stunden das gesamte tschechische Volk vom Widerstand zurückhalten sollte, verwies ihn Hitler an seine Prager Dienststellen. Nach zwei Uhr verließen Hácha und Chvalkovský Hitlers Arbeitszimmer und versuchten, die telefonische Verbindung nach Prag herzustellen. Es folgten Gespräche mit Ribbentrop und Göring. Bei dieser Gelegenheit drohte Göring mit einem Luftangriff auf Prag und schilderte dessen verheerende Folgen. Dabei erlitt Hácha einen Herzanfall. Durch eine Injektion von Hitlers Leibarzt Theo Morell konnte sein Gesundheitszustand stabilisiert werden.
Somit konnte Hácha die Unterwerfungsurkunde unterzeichnen, nach der er „das Schicksal des tschechischen Volkes und Landes vertrauensvoll in die Hände des Führers des Deutschen Reiches“ lege. Hitler seinerseits sagte in demselben Dokument zu, die Autonomie der Tschechen zu gewährleisten. Hácha und Chvalkovský wiesen in dieser frühen Stunde die Prager Stellen an, dem bevorstehenden deutschen Einmarsch keinen Widerstand zu leisten. Unmittelbar darauf gab sich Hitler gegenüber seiner Umgebung äußerst erfreut über Háchas Unterschrift, ganz anders als nach dem Zustandekommen des Münchner Abkommens.

## Einmarsch der Wehrmacht und SS-Verfügungstruppe

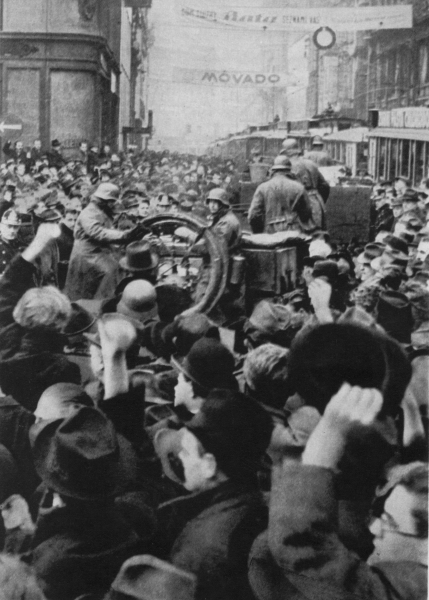
Einmarsch deutscher Truppen in Prag durch eine protestierende Menschenmenge

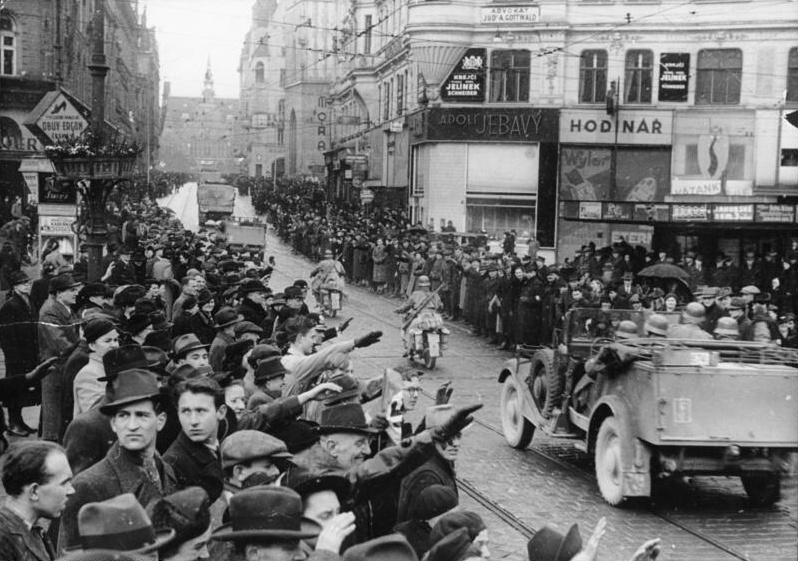
Menschenmenge beim Einmarsch der Wehrmacht in Brünn (März 1939, Propagandabild)

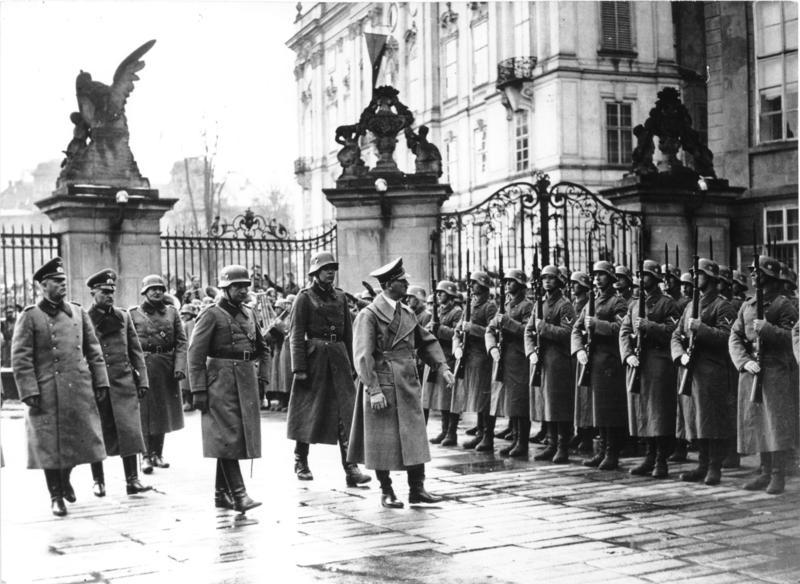
Adolf Hitler auf der Prager Burg (15. März 1939)

Der Slowakei und der Karpatenukraine waren zwischenzeitlich die jahrelang verweigerte Autonomie gewährt worden, doch die nun unabhängige Slowakische Republik „stellte sich unter den Schutz des Reiches“; sie war fortan ein Satellitenstaat des nationalsozialistischen Deutschlands. Ungarn besetzte die Karpatenukraine.
Am 15. März 1939 um sechs Uhr rückten deutsche Wehrmachtsverbände und SS-Verfügungstruppen über die Grenze vor und erreichten gegen neun Uhr die Hauptstadt Prag. Die deutsche Armee entwaffnete das tschechische Heer. Die Leibstandarte SS Adolf Hitler besetzte das Industriegebiet von Mährisch-Ostrau und übernahm zusammen mit der SS-VT-Standarte „Germania“ „Wachaufgaben“ auf der Prager Burg. Mit Wehrmacht und SS-Verfügungstruppe rückte auch die Geheime Staatspolizei (Gestapo) ein und begann mit der Verfolgung deutscher Emigranten und tschechischer Kommunisten. Während dieser Aktion, die als „Aktion Gitter“ bekannt wurde, wurden einige Tausend Personen verhaftet. Hitler verließ um acht Uhr Berlin, traf am Abend in Prag ein und verbrachte die Nacht auf dem Hradschin.
Am 16. März verkündete er, die Tschecho-Slowakei habe aufgehört zu bestehen. Die böhmisch-mährischen Länder seien wieder in ihre alte historische Umgebung eingefügt worden. Ein gleichzeitig veröffentlichter Erlass proklamierte das nun unter deutscher Gebietshoheit stehende und einem Reichsprotektor unterstellte Protektorat Böhmen und Mähren. Dort wurde eine deutsche Gerichtsbarkeit geschaffen. Zum Reichsprotektor wurde am gleichen Tag Konstantin Freiherr von Neurath ernannt.

## Goldaffäre
Die Tschechoslowakische Nationalbank hatte schon vor dem Einmarsch der Wehrmacht in die Resttschechei begonnen, ihr Gold größtenteils ins Ausland zu transferieren. Beim Einmarsch lagen 88 Tonnen bereits im Ausland, 6 Tonnen noch im Inland. Der Sonderbeauftragte der Reichsbank beim Heeresgruppenkommando III, Müller, erzwang durch Drohung mit Exekution, dass die Direktoren der Tschechischen Nationalbank zwei Orders an die Bank von England sandten, das in England deponierte Gold zu transferieren. Mit der ersten Order wurde gefordert, 26,793 Tonnen an die Bank für Internationalen Zahlungsausgleich (BIZ) zu transferieren, die zweite Order forderte 23,0873 Tonnen direkt für die Deutsche Reichsbank. Gleichzeitig gaben sie der britischen Botschaft zu verstehen, dass diese Orders erzwungen wurden und ungültig seien.
Die zweite Order mit den 23 Tonnen wurde am 22. März 1939 von der Bank von England umgehend durchgeführt, die erste derweil zurückgehalten mit dem Vermerk „pending clarification“. Die juristischen Klauseln der BIZ ermöglichten die Ausführung der zweiten Order, da sie einen Verzicht auf Transferbeschränkungen oder Beschlagnahme auch im Falle eines Krieges vorschrieben. Als wenig später die britische Presse von dem Transfer erfuhr, erhob sich in einer Sitzung des Unterhauses am 18. Mai 1939 ein Sturm der Entrüstung. Es wurde nicht nur das Vorgehen der Bank von England kritisiert, sondern auch dem Schatzamt und der Regierung vorgeworfen, mit tschechischem Gold die Deutschen besänftigen zu wollen. Winston Churchill empörte sich, dass mit dem Gold die deutsche Aufrüstung gestärkt und die britische geschwächt würde. Der Historiker Herbert Reginbogin schrieb 2001:

„Trotzdem erstaunt es, dass das Vermögen eines souveränen Staates ohne einen einzigen Protest der britischen Regierung an seinen Eroberer ausgeliefert wurde. Juristische Klauseln alleine können dafür nicht ausschlaggebend gewesen sein. Eine Erklärung für diese Verhaltensweise liegt in der Interessenlage der britischen Regierung gegenüber Deutschland im Zusammenhang mit der Economic Appeasement-Politik und der daraus resultierenden Haltung gegenüber dem Stillhalteabkommen von 1931 und gegenüber den Londoner Banken.“

## Folgen
Der Einmarsch bedeutete für die britische Regierung einen Schock. Ihre Appeasement-Politik lag in Trümmern. Außenminister Halifax fand laut einem Bericht des französischen Botschafters Charles Corbin einzig in der Tatsache Trost, dass er sich über die Ausgestaltung der Garantie, die Großbritannien der Tschechoslowakei für den Fall eines unprovozierten Angriffs gegeben hatte, nun keine Gedanken mehr machen müsse. Am 17. März sprach Chamberlain von einer Erschütterung, die schwerer sei als jemals zuvor, verwies auf die zahlreichen Wortbrüche Hitlers und rief Botschafter Nevile Henderson für unbestimmte Zeit aus Berlin zurück.
Als am 18. März Henderson und der französische Botschafter Robert Coulondre in Berlin Protestnoten überreichten, hatte Hitler Prag schon wieder in Richtung Wien (Anschluss Österreichs am 12./13. März 1938) verlassen. Die Zerschlagung der Tschechoslowakei wurde als offener Bruch des Münchner Abkommens angesehen und hatte eine Zuspitzung der internationalen Lage zur Folge. Das Vereinigte Königreich, Frankreich, Polen, die Vereinigten Staaten von Amerika und die Sowjetunion erkannten die faktische Annexion der tschechisch besiedelten Landesteile der Tschecho-Slowakischen Republik nicht an. Großbritannien wich von seiner bisherigen Appeasement-Politik ab und erteilte am 31. März gemeinsam mit Frankreich dem polnischen Staat eine Garantieerklärung, die später zum Kriegseintritt der beiden Staaten gegen Deutschland führte.
Die US-Regierung (Kabinett Roosevelt) reagierte mit einem am 17. März 1939 verhängten Strafzoll in Höhe von 25 Prozent auf alle deutschen Importe. Dies kam für das NS-Regime einer Erklärung eines Wirtschaftskrieges gleich.
Die Stimmung in den USA für eine Unterstützung des Vereinigten Königreichs und Frankreichs stieg wegen Hitlers Wortbruch und befeuerte die Diskussion um die Revision des Neutralitätsgesetzes und die Cash-and-carry-Klausel.

## Bedeutung für das deutsche Militärpotential
Nach Darstellung von Walther Hofer führte die Zerschlagung der Tschechoslowakei zu einem gewaltigen Kraftzuwachs des deutschen Militärpotentials. Die Tschechoslowakei galt damals als ein Land mit einer starken und fortschrittlichen Maschinenbauindustrie. Das Land strebte seit 1918 (also seit seiner Gründung) nach Eigenständigkeit bei der Ausrüstung seines Militärs (siehe z. B. die Česká zbrojovka; dt.: Tschechische Waffenfabrik).
Der deutschen Wehrmacht fiel die Ausrüstung von 40 Divisionen der aufgelösten tschechoslowakischen Armee in die Hände. In seiner Rede vor dem Reichstag vom 28. April 1939 nannte Hitler als Beute unter anderem:
- 1582 Flugzeuge,
- 501 Flakgeschütze,
- 2175 Geschütze,
- 785 Minenwerfer,
- 469 Panzer,
- 43.876 Maschinengewehre,
- 114.000 Pistolen,
- 1.090.000 Gewehre.

Drei der zehn deutschen Panzerdivisionen, die 1940 im Westfeldzug den Sichelschnitt genannten Vorstoß durch Belgien und Frankreich zur Kanalküste ausführten, waren mit tschechischen Panzern ausgerüstet. Die Wehrmacht verfügte kaum über schwere Artillerie. Die erbeuteten schweren Artilleriegeschütze aus tschechischer Produktion stärkten ihre Kampfkraft.
Hinzu kam die Erbeutung der tschechoslowakischen Rüstungsindustrie, besonders der Škoda-Werke in Pilsen, deren Produktion nach den Worten von Winston Churchill „von August 1938 bis September 1939 allein fast ebenso groß war wie die der ganzen britischen Rüstungsindustrie“. Zusammenfassend schreibt Hofer:

„Ohne diese Beute wäre also der ‚Blitzkrieg‘ und damit der ‚Blitzsieg‘ von 1940 nicht möglich gewesen.“

Daneben waren die Tschechoslowakischen Staatsbahnen – auch in Verbindung mit den 1938 eingegliederten Österreichischen Bundesbahnen – eine wertvolle und kriegswichtige Beute.

## Politische Bedeutung
Die „Erledigung der Rest-Tschechei“ gilt als Selbstdemaskierung Hitlers. Golo Mann schrieb, damit habe er „vor aller Welt […] als Wortbrecher und Lügner“ dagestanden. Joachim Fest bemerkte in seiner Hitler-Biografie: „Hatte er bis dahin immer nur Doppelrollen übernommen und als Widersacher den heimlichen Bündnispartner gespielt oder die Herausforderung eines Zustands im Zeichen seiner Verteidigung begonnen, so gab er jetzt ohne alle Ausflüchte sein innerstes Wesen zu erkennen.“ Der „Griff nach Prag“ sei Hitlers erster schwerwiegender außenpolitischer Fehler gewesen.
Zuvor habe er die Taktik verfolgt, allen kritischen Situationen einen derart mehrdeutigen Charakter zu geben, dass der Widerstandswille seiner Gegner zerbrach. Nun aber gab er „erstmals in aller Deutlichkeit sein innerstes Wesen preis“. Hitler selber habe später diesen verhängnisvollen Fehler erkannt.
Der Historiker Hans-Ulrich Thamer sieht in der Besetzung Prags insofern einen Wendepunkt der nationalsozialistischen Außenpolitik, als Hitler erstmals ein fremdes Volk unterworfen hatte: Die Legitimierungen der vorherigen Expansionsschritte als Revision des Versailler Vertrags und Durchsetzung des Selbstbestimmungsrechts waren nun nicht mehr anwendbar. Laut Otto Dann sprengte die Expansion in Gebiete, die mehrheitlich nicht von Deutschen besiedelt waren, den Charakter des Deutschen Reichs als Nationalstaat. Der Historiker Klaus Hildebrand urteilt, dass Hitler mit dem Einmarsch „den Zenit seiner unglaublichen Erfolge, mit Gewalt, aber ohne Krieg Beute zu machen, überschritten“ hat.

## Wirtschaftliche Bedeutung
Die Eingliederung Böhmen-Mährens, nach der Eingliederung Österreichs und des Sudetengebietes, vollendete nach Hans-Erich Volkmann, die erste Stufe der Bildung einer deutschen Großraumwirtschaft bei der das Dritte Reich, um seinen unmittelbaren Herrschaftsbereich ein Kranz politisch und ökonomisch kontrollierter Staaten legen wollte, um einen größere Wirtschaftsraum zu gewinnen. Laut einer Denkschrift des Reichsinnenministeriums vom April 1939 bedeutete die Zerschlagung der Tschechoslowakei, nach dem Anschluss Österreichs, „eine weitere Bereinigung der unwirtschaftlichen Aufspaltung Mitteleuropa in kleine, unrationell arbeitende Wirtschaftsräume“. Durch die Oberhoheit über die Slowakei ragte der deutsche Machtbereich nunmehr keilförmig in die Länder Südosteuropas, was eine hervorragende Basis, durch die Kontrolle der Donau-Schifffahrt, der Ausnutzung der handelspolitischen Verflechtung sowie der Übernahme der Kapitalanlagen in den Balkanländern, für die politische und ökonomische Beherrschung dieses Raumes schuf.
Eine Expertise des OKW über die tschechoslowakischen Kapitalanlagen in Südosteuropa von Ende März 1939 stellte fest, dass „die nunmehrige politische und wirtschaftliche Abhängigkeit der Rest-Tschechoslowakei vom Reich und die dadurch verstärkte Sicherung des Zugangs zum Südostraum“ den eigentlichen Hintergrund des Geschehens gebildet habe. Auch nach Rainer F. Schmidt stand mit dem „Griff nach Prag“ das Tor zur ökonomischen Ausbeutung des Donau- und Balkanraumes weit offen, und die Staaten Südosteuropas konnten sich, wie die Wirtschaftsabkommen mit Ungarn (2. März) und Rumänien (23. März) bewiesen, dem deutschen Einfluss nicht mehr entziehen. Mit der Erbeutung wichtiger Rohstoffquellen wie Kupfer, Aluminium, Nickel, Blei, Eisenerz, Erdgas, Zink, Nahrungs- und Futtermittel wurde ein weiterer Schritt zu einem blockadefesten deutschen Großraum getan.

## Sonstiges
Hitler hatte den italienischen Duce Mussolini nicht über die Zerschlagung der „Rest-Tschechei“ informiert (obwohl die beiden sich zwei Tage zuvor persönlich getroffen hatten); laut einem Tagebuch von Außenminister Galeazzo Ciano war Mussolini darüber deutlich verärgert.
Der Tschechoslowakische Wall war ein ausgedehntes Grenzbefestigungssystem der (geographisch langgestreckten) Tschechoslowakei entlang der Landesgrenzen zum Deutschen Reich, zu Österreich, Polen und Ungarn, wobei weitere Linien im Landesinnern verliefen. Er galt als eines der besten Festungsbausysteme des 20. Jahrhunderts. Er wurde nicht vollständig fertiggestellt und gelangte für seinen ursprünglichen Zweck nie zum Einsatz. Vorbild für diesen Festungsgürtel war die Maginot-Linie. Zahlreiche Anlagen dienten der Wehrmacht als Objekte von Beschuss- und Bombardierungs-Tests. Mit diesen Tests wurden die Angriffe auf die Maginot-Linie während des Frankreichfeldzuges im Juni 1940 trainiert. Die Panzerkuppeln und -glocken hatten sehr gute Materialeigenschaften und waren dadurch relativ beschussfest. Sie wurden teilweise hier ausgebaut und im Westwall wiederverwendet.